# Ricard de Milhau
Ricard de Milhau (Millau, + 15 de febrer de 1121) fou arquebisbe de Narbona i gran impulsor de la reforma gregoriana, membre de la família de vescomtes de Milhau.

## Genealogia
```
Ricard II de Milhau i Gavaldà
 (? - 1051), vescomte de Milhau (1023) i comte de Gavaldà (abans del 1048) 
Casat en data desconeguda amb Rixindis (? - després de 1080), filla de Berenger I de Narbona (+1967), vescomte de Narbona i Garsinda de Besalú (+1059) 
│
├─ 
Berenguer
 (vers 1026/1029 - després de 1080/vers 1090) vescomte de Milhau (1051) 
│ 1049 es casa amb Adela (vers 1035 - 1071), vescomtessa de Carlat i Lodeva
│ │
│ ├─ 
Ricard
 (III), vescomte de Rodez (vers 1050 - 1134, vescomte vers 1090, comte de Rodez el 1112
│ └─ 
Gilbert I del Gavaldà
 (vers 1053 - 1110), vescomte de Gavaldà
│ 1073 es casa amb Gerberga de Provença, comtessa de Provença
│ │
│ ├─ 
Dolça de Provença
 (? - 1127 o 1129) casada el 1112 amb Ramon Berenguer III de Barcelona
│ └─ 
Estevaneta de Provença
 (? - 1160) coneguda com Estefania, casada amb Ramon dels Baus 
├─ Raimon 
├─ Bernat de Millau (? - 1082), abat de Sant Víctor (1064-1079) 
├─ 
Ricard de Millau
 (? - 1121), cardenal (1078), abat de Sant Víctor (1079-1106), arquebisbe de 
Narbona
 (1106-1121))
├─ Uc
├─ Rixindis (abans de 1035 - després de 1079)
│ 1045 és casa amb Jofré I de Marsella, vescomte de 
Marsella
 (vers 1015-1091) 
│ │
│ ├─ Jofré II (abans de 1050 - després de 1079)
│ ├─ Aicard d'Arles(vers 1050 - 1113), Arquebisbe d'Arles (1070-1080)
│ ├─ Uc àlies Uc Jofré I (abans de 1050 - després de 1110), vescomte de Marsella 
│ ├─ Azalaïs, monjo de l'abadia de Saint-Sauveur de Marsella (1077) ?
│ ├─ Raimon (1079)
│ ├─ Pons de Peynier, vescomte de Marsella (1079-1122) 
│ ├─ Fouque, monjo de l'abadia de Sant Víctor (1079-1103)
│ └─ Pere Jofre, monjo de Sant Víctor (abans de 1079 - després de 1104)), arquebisbe d'Aix (1082-1099 o 1102), 
│ retirat a Sant Víctor (1099 o 1102, mort després de 1104)
├─ Arsindis (? - ?)
│ Casada en data desconeguda amb Aicfred de Lévézou 
│ │
│ └─ 
Arnaud de Lévézou
, arquebisbe de Narbona (1112-1149) 
└─ Filla de nom desconegut (? - ?)
Casada en data desconeguda amb un vescomte de Bruniquel 
│
└─ Ató de Bruniquel (? - 1128), arquebisbe d'Arles (1115-1128)
```